# Пуебла-дель-Пріор
Пуебла-дель-Пріор (ісп. Puebla del Prior) — муніципалітет в Іспанії, у складі автономної спільноти Естремадура, у провінції Бадахос. Населення — 540 осіб (2010).
Муніципалітет розташований на відстані близько 300 км на південний захід від Мадрида, 75 км на південний схід від Бадахоса.

## Демографія
Динаміка населення (INE ):